# Melchor Mauri
Melchor Mauri Prat (Vic, 8 aprile 1966) è un ex ciclista su strada spagnolo.
Professionista dal 1987 al 2002, vinse una edizione della Vuelta a España.

## Carriera
Mauri debuttò tra i professionisti nel 1987 con la Reynolds, che contava corridori come Ángel Arroyo, Julián Gorospe e un giovane Miguel Indurain. Si impose come specialista nelle cronometro e buon passista, abile nella media montagna. Visse il suo periodo migliore all'inizio degli anni novanta, quando vinse la Vuelta a España 1991, battendo Miguel Indurain e Marino Lejarreta.
Nel 1995, stagione del ritorno alla ONCE nelle vesti di gregario, riuscì a terminare al sesto posto il Tour de France e, nello stesso anno, fu campione spagnolo a cronometro e quinto nella prova in linea. Nel 1996 partecipò alla prova in linea ai Giochi della XXVI Olimpiade di Atlanta, dove ottenne un sesto posto finale.
Nel 1997, fu quinto ai Campionati del mondo in linea, mentre l'anno successivo fu medaglia d'argento a cronometro, dietro Abraham Olano. Dal 1999 passò quattro stagioni in Portogallo, dove ottenne diverse vittorie, prima di ritirarsi nel 2002. Dal 2004 al 2006, lavorò come direttore sportivo nella sezione ciclismo del Futbol Club Barcelona che successivamente diventò ECP Aluminis Sant Jordiy.
Nel 2007 partecipò ad alcune prove di mountain biking, riuscendo a vincere la Titan Desert. Partecipò inoltre a maratone, prove di duathlon e triathlon. Nel 2009 l'UCI accettò un progetto di squadra Profesional lanciato dallo stesso Mauri, la Andorra-GrandValira. Sul piano extrasportivo, Mauri ha una società, la Bikecontrol M.Mauri, dedicata al ciclismo indoor, fondata con il tedesco Frank Gauweiler, che collabora a livello internazionale con altri ex ciclisti professionisti com Tony Rominger.

## Palmarès
- 1991

Classifica generale Volta a la Comunitat Valenciana
3ª Vuelta a Andalucía
6ª Vuelta a Andalucía
Prologo Vuelta a España (Mérida)
7ª tappa Vuelta a España (Cala d'Or cronometro individuale)
18ª tappa Vuelta a España (Valladolid cronometro individuale)
Classifica generale Vuelta a España
- 1992

5ª tappa, 2ª semitappa Volta a la Comunitat Valenciana
Classifica generale Volta a la Comunitat Valenciana
4ª tappa Vuelta a Murcia
1ª tappa Vuelta a La Rioja
- 1993

6ª tappa Vuelta a Aragón
12ª tappa Vuelta a España (Saragozza cronometro individuale)
- 1994

Classifica generale Vuelta a Murcia
Classifica generale Vuelta a Castilla y León
Classifica generale Vuelta a Aragón
Classifica generale Gran Premio Primavera
- 1995

Campionati spagnoli, Prova a cronometro
6ª tappa Volta Ciclista a Catalunya
- 1996

5ª tappa Vuelta a Murcia
Classifica generale Vuelta a Murcia
4ª tappa, 2ª semitappa Vuelta a Aragón
Classifica generale Vuelta a Aragón
5ª tappa, 2ª semitappa Volta a la Comunitat Valenciana
- 1997

9ª tappa Vuelta a España (Cordova cronometro individuale)
4ª tappa Circuit de la Sarthe
Classifica generale Circuit de la Sarthe
- 1998

3ª tappa Grand Prix du Midi Libre
4ª tappa Circuit de la Sarthe
Classifica generale Circuit de la Sarthe
5ª tappa Volta ao Alentejo
Classifica generale Volta ao Alentejo
- 1999

5ª tappa Grande Prémio Jornal de Noticias
Classifica generale Grande Prémio Jornal de Noticias
4ª tappa Grande Prémio Mosqueteiros-Rota do Marquês
2ª tappa, 2ª semitappa Troféu Joaquim Agostinho
13ª tappa Volta ao Portugal
4ª tappa Volta ao Algarve
Classifica generale Volta ao Algarve
- 2000

Porto-Lisboa
2ª tappa Prueba Challenge Costa Brava-Lloret de Mar

## Piazzamenti

### Grandi Giri
- Giro d'Italia

1988: 98º
- Tour de France

1989: 92º
1990: 78º
1991: 64º
1993: ritirato (11ª tappa)
1994: 95º
1995: 6º
1996: 38º
1998: ritirato (17ª tappa)
- Vuelta a España

1989: 130º
1990: 71º
1991: vincitore
1992: ritirato (14ª tappa)
1993: 8º
1994: 18º
1995: 4º
1996: 32º
1997: 22º
1998: 35º
1999: 26º
2001: 120º
2002: ritirato (16ª tappa)

### Classiche monumento
- Milano-Sanremo

1989: 113º
1990: 35º
1992: 163º
1993: 24º
1995: 136º
1996: 26º
1998: 102º
- Giro delle Fiandre

1990: 89º
1997: 48º
- Parigi-Roubaix

1991: 83º
- Giro di Lombardia

1991: 102º
1997: 16º

### Competizioni mondiali
- Campionati del mondo

San Sebastian 1997 - In linea: 5º
Valkenburg 1998 - Cronometro: 2º
Valkenburg 1998 - In linea: 58º
Verona 1999 - Cronometro: 5º
Verona 1999 - In linea: ritirato
- Giochi olimpici

Atlanta 1996 - Cronometro: 6º